# Candidatus
Pour les articles homonymes, voir Candidatus (homonymie).
Dans la  nomenclature bactérienne, Candidatus est un élément du nom taxonomique attribué à une espèce de bactérie impossible à maintenir en culture dans une collection bactériologique. 
Ce terme correspond à un statut taxonomique provisoire pour les organismes qui sont encore à cultiver. Exemple "Candidatus Phytoplasma allocasuarinae", qui peut s'abréger en "Ca. Phytoplasma allocasuarinae". 
Le statut Candidatus peut être utilisé quand une espèce ou un genre est bien caractérisé, mais pas encore cultivé. Dans ce cas, on ne peut pas utiliser les méthodes traditionnelles d'identification des bactéries, méthodes qui se basent sur des 
caractéristiques phénotypiques et  physiologiques, mais beaucoup d'informations permettant une identification fiable des différentes souches bactériennes peuvent être obtenues par l'analyse phylogénétique de séquences de l'ARN ribosomique 16S ou même du génome presque complet par la métagénomique.

## Histoire
Pour la publication valide d'une espèce, les bactéries doivent être isolées, cultivées, décrites, et un échantillon doit être déposé dans une collection de culture bactériologique. Cependant, certaines bactéries exigent des conditions de culture particulières et ne peuvent être maintenues dans ces collections. 
C'est le cas des agents pathogènes intracellulaires et endosymbiontes obligatoires, des symbiotes d'insectes et des populations issues des océans ou des boues.
En 1994, Murray et Schleifer ont publié une note taxonomique dans laquelle ils recommandaient qu'une nouvelle catégorie de rang indéterminé (Candidatus) soit créée pour certains taxons putatifs qui ne pouvaient être décrits avec suffisamment de détails pour justifier la création d'un nouveau taxon.
Ils recommandaient également que la liste des Candidatus soit publiée dans l'International Journal of Systematic Bacteriology (IJSB), devenu depuis l'International Journal of Systematic and Evolutionary Microbiology.
La note taxonomique proposant la création du statut provisoire Candidatus pour désigner les procaryotes décrits fut publiée dans le numéro de janvier 1995 de l'IJSB,,.
Selon cette note, la catégorie Candidatus doit être utilisée pour décrire des entités procaryotes pour lesquelles plus d'une séquence d'ADN est disponible, mais pour lesquelles les caractéristiques nécessaires pour la description selon le Code bactériologique font défaut. 
Outre l'information de type génomique, telle que des séquences d'ADN, d'autres informations, notamment celles concernant la structure, le métabolisme et les caractéristiques de la reproduction, devraient figurer dans la description.
Des échantillons (souches types) des nouvelles bactéries cultivables proposées doivent être déposés dans au moins deux des collections de cultures de souches microbiennes ouvertes (accessibles au public) dans différents pays.

## Utilisation
Selon le « comité ad-hoc pour la réévaluation de la définition de l'espèce en bactériologie », les microbiologistes sont encouragés à utiliser le concept de Candidatus pour désigner les organismes bien caractérisés mais pas encore cultivés. Pour autant, fin 2021, le terme n'est toujours pas formellement inclus dans la code de nomenclature et les bactéries décrites comme Candidatus restent considérées comme publiées de manière non valide car n'ayant pas de statut officiel. Ce statut d'absence de statut est clairement défini dans l'appendice 11 du Code Procaryotique de la révision de 2008 et confirmé dans le code de 2022 actuellement en vigueur.
Les noms figurant dans cette catégorie doivent s'écrire de la manière suivante : Candidatus (en italique), suivi du nom  binominal en caractères droits (avec une majuscule initiale pour le nom générique), l'ensemble étant placé entre guillemets.
Exemples : « Candidatus Phytoplasma », « Candidatus Phytoplasma allocasuarinae ».  Le nom binomial se doit de respecter le code de nomenclature des procaryotes.